# Disperato erotico stomp
Disperato erotico stomp è un brano del cantautore italiano Lucio Dalla del 1977. È contenuto nell'album Come è profondo il mare.
Il brano è stato campionato dagli Articolo 31 per la canzone L'impresa eccezionale dell'album Così com'è.

## Formazione
- Lucio Dalla - voce sintetizzatore
- Jimmy Villotti - chitarra
- Marco Nanni - basso
- Giovanni Pezzoli - Batteria

## Melodia
La melodia è basata su una veloce progressione di due accordi maggiori, separati da un intervallo di quinta, e arrangiati secondo lo stile jazzistico dello stomp.

## Testo
Il testo, licenzioso e irriverente, ha, secondo l'opinione dello stesso autore, carattere autobiografico. Racconta dell'abbandono dell'autore da parte della sua fidanzata, fuggita con un'altra donna, e in seguito dei suoi bizzarri incontri in una serata in giro per Bologna, tra cui una prostituta "ottimista e di sinistra", e un berlinese che si è perso. Il narratore infine termina la giornata in casa, dedicandosi alla masturbazione. Il testo va inteso, secondo le intenzioni dell'autore, come risposta a una sorta di moralismo della sinistra  dell'epoca.
Il testo è stato in seguito riarrangiato come ghost track nell'album Canzoni del 1996.

## Classifiche
| Classifica (2012) | Posizione massima |
| ----------------- | ----------------- |
| Italia            | 29                |